# 비주얼 스튜디오 코드

비주얼 스튜디오 코드 인사이더스 로고

비주얼 스튜디오 코드(영어: Visual Studio Code) 또는 코드(Code)는 마이크로소프트가 마이크로소프트 윈도우, macOS, 리눅스용으로 개발한 소스 코드 편집기이다. 디버깅 지원과 Git 제어, 구문 강조 기능, SSH 접속 등이 포함되어 있으며, 사용자가 편집기의 테마와 단축키, 설정 등을 수정할 수 있다.
비주얼 스튜디오 코드는 깃허브가 개발한 일렉트론 프레임워크를 기반으로 구동된다. 그러나 같은 일렉트론 기반의 편집기 아톰을 포크한 것은 아니며, 비주얼 스튜디오 온라인 에디터(코드명 "모나코")를 기반으로 개발되었다.

## 역사
비주얼 스튜디오 코드는 2015년 4월 29일 마이크로소프트 빌드 컨퍼런스에서 처음 소개되었으며, 미리보기 버전이 공개되었다.
2015년 11월 18일, MIT 라이선스 하에 배포가 진행되었고 깃허브에 소스 코드가 올라왔으며, 확장 기능 지원 또한 발표되었다.
2016년 4월 14일, 퍼블릭 베타 단계가 끝나고 정식 버전이 웹을 통해 배포되었다.

## 기능
비주얼 스튜디오 코드는 소스 코드 편집기로, 다양한 프로그래밍 언어를 지원하며 각 언어와 함께 사용할 수 있는 편리한 기능들을 제공한다. 비주얼 스튜디오 코드의 다양한 기능 중 상당수는 메뉴를 통해 접근할 수 없기 때문에, 명령 팔레트와 .json 파일(eg. 사용자 설정)을 통해 사용해야 한다.
작성 중인 문서의 코드 페이지를 바꾸거나 줄바꿈 문자(LF 또는 CRLF)를 선택할 수 있고, 편집중인 소스 코드가 어떤 프로그래밍 언어를 사용하는지 설정할 수 있다.
플러그인을 통해 편집 기능 추가 및 프로그래밍 언어 지원 등 새로운 확장 기능을 추가할 수 있다.

## 언어 지원
비주얼 스튜디오 코드는 거의 모든 주요 프로그래밍 언어를 지원한다. 이를테면 자바스크립트, 타입스크립트, CSS, HTML는 기본으로 포함되어 있으나 그 밖의 언어 확장은 VS 코드 마켓플레이스로부터 확인 후 무료로 다운로드할 수 있다.
| 언어             | 스니펫 | 구문 강조 | 중괄호 일치 | 코드 폴딩 |
| ---------------- | ------ | --------- | ----------- | --------- |
| 액션스크립트     | 아니요 | 예        | 예          | 예        |
| C 및 C++         | 예     | 부분적    | 예          | 예        |
| C#               | 예     | 예        | 예          | 예        |
| 클로저           | 아니요 | 예        | 예          | 아니요    |
| 커피스크립트     | 예     | 예        | 예          | 예        |
| CSS              | 아니요 | 예        | 예          | 아니요    |
| D (Dlang)        | 아니요 | 예        | 예          | 예        |
| Dockerfile       | 아니요 | 예        | 예          | 아니요    |
| F#               | 예     | 예        | 예          | 예        |
| Go               | 아니요 | 예        | 예          | 예        |
| Groovy           | 예     | 예        | 예          | 아니요    |
| Handlebars       | 아니요 | 예        | 예          | 아니요    |
| Haxe             | 아니요 | 예        | 예          | 예        |
| 고급 셰이더 언어 | 아니요 | 예        | 예          | 아니요    |
| HTML             | 예     | 예        | 예          | 예        |
| INI 파일         | 아니요 | 예        | 예          | 아니요    |
| 자바             | 예     | 예        | 예          | 예        |
| 자바스크립트     | 예     | 예        | 예          | 예        |
| JSON             | 아니요 | 예        | 예          | 예        |
| LESS             | 아니요 | 예        | 예          | 예        |
| 로그파일         | 아니요 | 예        | 아니요      | 아니요    |
| 루아             | 아니요 | 예        | 예          | 아니요    |
| Makefile         | 아니요 | 예        | 예          | 아니요    |
| 마크다운         | 예     | 예        | 아니요      | 아니요    |
| 펄               | 아니요 | 예        | 예          | 아니요    |
| PHP              | 아니요 | 예        | 예          | 아니요    |
| 파워셸           | 예     | 예        | 예          | 예        |
| 파이썬           | 예     | 예        | 예          | 예        |
| R                | 아니요 | 예        | 예          | 아니요    |
| Razor            | 아니요 | 예        | 예          | 예        |
| 루비             | 아니요 | 예        | 예          | 예        |
| 러스트           | 아니요 | 예        | 예          | 아니요    |
| SCSS             | 아니요 | 예        | 예          | 예        |
| Shaderlab        | 아니요 | 예        | 예          | 아니요    |
| SQL              | 아니요 | 예        | 예          | 아니요    |
| 스위프트         | 예     | 예        | 예          | 아니요    |
| 타입스크립트     | 예     | 예        | 예          | 예        |
| 비주얼 베이직    | 예     | 예        | 예          | 예        |
| XML              | 아니요 | 예        | 예          | 예        |
| YAML             | 아니요 | 예        | 예          | 예        |

## 사용 정보 수집
비주얼 스튜디오 코드는 사용자의 제품 사용 정보를 수집하여 마이크로소프트로 보내며, 이를 원치않을 경우, 설정을 통해 정보 수집을 비활성화할 수 있다. 수집된 정보는 마이크로소프트 산하의 계열사 및 자회사, 그리고 치안 당국에 공유되며, 이는 개인정보 취급방침에 따른다.

## 우분투 소프트웨어 센터
리눅스 계열의 우분투 소프트웨어 센터는 코드(code)를 apt로 설치를 지원하고 있다.
 $ sudo apt install code 
|                                                         |
| Ubuntu 20 LTS에서 apt로 설치된 VS code 2013 버전 1.60.1 |

## 같이 보기
- 깃허브 코파일럿
- 비주얼 스튜디오